# جون امبروز
جون أمبروز (بالفرنسية: June Ambrose)‏ (من مواليد 5 جوان 1971) هي مصممة أزياء أمريكية ومصممة أزياء ومؤلفة ومديرة إبداعية ومؤثرة ومضيفة تلفزيونية من أنتيغوا. وهي حاليًا المديرة الإبداعية لكرة السلة للسيدات في بوما. اشتهر أمبروز بتصميم فناني الهيب هوب والإيقاع والبلوز البارزين في قطع الأزياء الراقية وكان من أوائل المصممين الذين فعلوا ذلك ، وعلى الأخص لفنانين مثل ميسي إيليوت وجاي-زي في مقاطع الفيديو الموسيقية الشهيرة في التسعينيات . ولدت أمبروز في أنتيغوا عام 1971 ونشأة في ذا برونكس . التحقت بمدرسة Talent Unlimited High School مدرسة ثانوية غير محدودة المواهب وبعد التخرج عملت لفترة وجيزة في الخدمات المصرفية الاستثمارية قبل أن تتدرب في MCA Records حيث بدأت في تصميم فنانين جدد. صممت أمبروز لأكثر من 200 مقطع فيديو موسيقي وكانت مصممت الأزياء لفيلم 1998 Belly ومصممت في ذا إكس فاكتور . نشرت كتابها ، Effortless Style أسلوب سهل، في عام 2006 وفي عام 2012 استضافت برنامجها التلفزيوني الواقعي على في إتش 1 . تم التعاقد مع أمبروز في بوما في عام 2020 ، وفي ديسمبر 2021 أصدرت أول خط أزياء لها.

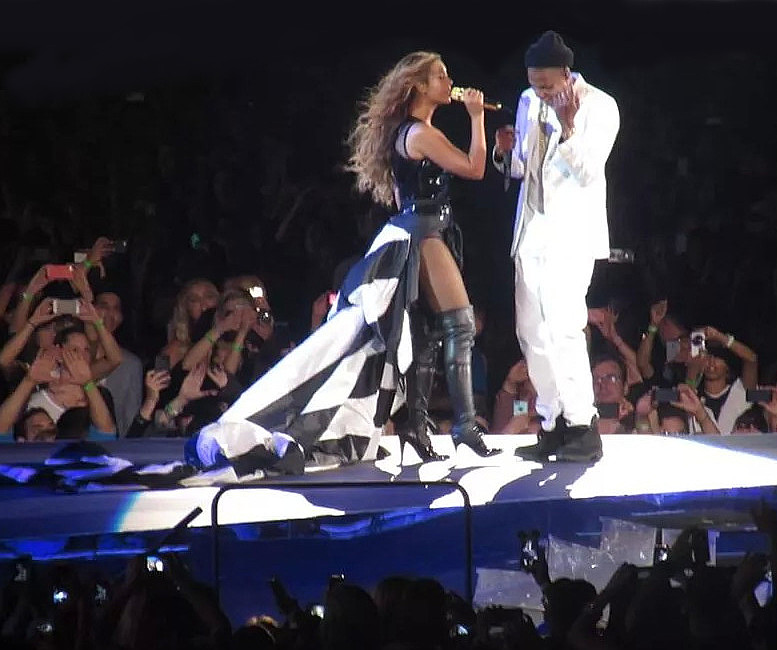
صممت أمبروز خزائن ملابس لـ Jay-Z ، وهو صديق قديم ، لجولات On the Run (2014) و On the Run II (2018).

كانت أمبروز مصمم أزياء لـ
- جاي زي
- ماري جيه بليج
- إنريكي إغليسياس
- باك ستريت بويز
- ويل سميث
- ماريا كاري
- مفاتيح أليسيا
- بوستا رايمز
- جيمي فوكس
- زوي سالدانا
- جيسون ديرولو [1] [2] [3] [4] [5] [6]